# Divisione No. 5 (Terranova e Labrador)
La Divisione No. 5 è una divisione censuaria di Terranova e Labrador, Canada di 40.805 abitanti.

## Comunità
- Città

Corner Brook (city), Cormack, Cox's Cove, Deer Lake, Gillams, Hampden, Howley, Hughes Brook, Humber Arm South, Irishtown-Summerside, Jackson's Arm, Lark Harbour, Massey Drive, McIvers, Meadows, Mount Moriah, Pasadena, Reidville, Steady Brook, York Harbour
- Suddivisioni non organizzate

A (Include: St. Jude's, and Hinds Lake), C (Include: Spruce Brook, George's Lake, Pinchgut Lake), D (Include: North Arm, Middle Arm, Goose Arm, Serpentine Lake), E (Include: Galeville, The Beaches), F (Include: Pynn's Brook, Little Rapids, Humber Valley Resort), G (Include: Pollards Point, Sops Arm)